# Oliver Jarvis
Pour les articles homonymes, voir Jarvis.
Oliver Jarvis, né le 9 janvier 1984 dans le Cambridgeshire, est un pilote automobile anglais.

## Palmarès
- 2005 : Champion de Formule Renault britannique (5 victoires)
- 2006 : Vice-champion de Formule 3 britannique (2 victoires)
- 2007 : Vainqueur du Grand Prix de Macao de Formule 3, vainqueur des 1 000 km de Suzuka
- 2008-2011 : DTM (trois podiums)
- Depuis 2012 : Championnat du monde d'endurance FIA et 24 Heures du Mans

### Résultats aux 24 Heures du Mans
| Année | Ecuries                  | Equipiers                            | Véhicules               | Classe  | Tours | Pos. | Class Pos. |
| ----- | ------------------------ | ------------------------------------ | ----------------------- | ------- | ----- | ---- | ---------- |
| 2010  | Kolles                   | Christian Bakkerud Christijan Albers | Audi R10 TDI            | LMP1    | 331   | DNF  | DNF        |
| 2012  | Audi Sport North America | Marco Bonanomi Mike Rockenfeller     | Audi R18 TDI            | LMP1    | 375   | 3e   | 3e         |
| 2013  | Audi Sport Team Joest    | Marc Gené Lucas di Grassi            | Audi R18 e-tron quattro | LMP1    | 347   | 3e   | 3e         |
| 2014  | Audi Sport Team Joest    | Filipe Albuquerque Marco Bonanomi    | Audi R18 e-tron quattro | LMP1-H  | 25    | DNF  | DNF        |
| 2015  | Audi Sport Team Joest    | Lucas di Grassi Loïc Duval           | Audi R18 e-tron quattro | LMP1    | 392   | 4e   | 4e         |
| 2016  | Audi Sport Team Joest    | Lucas di Grassi Loïc Duval           | Audi R18                | LMP1    | 372   | 3e   | 3e         |
| 2017  | Jackie Chan DC Racing    | Ho-Pin Tung Thomas Laurent           | Oreca 07-Gibson         | LMP2    | 366   | 2e   | 1er        |
| 2019  | Risi Competizione        | Pipo Derani Jules Gounon             | Ferrari 488 GTE Evo     | GTE Pro | 329   | 40e  | 11e        |